# Ambronay

Ambronay este o comună în departamentul Ain din estul Franței.